# Schucry Kafie

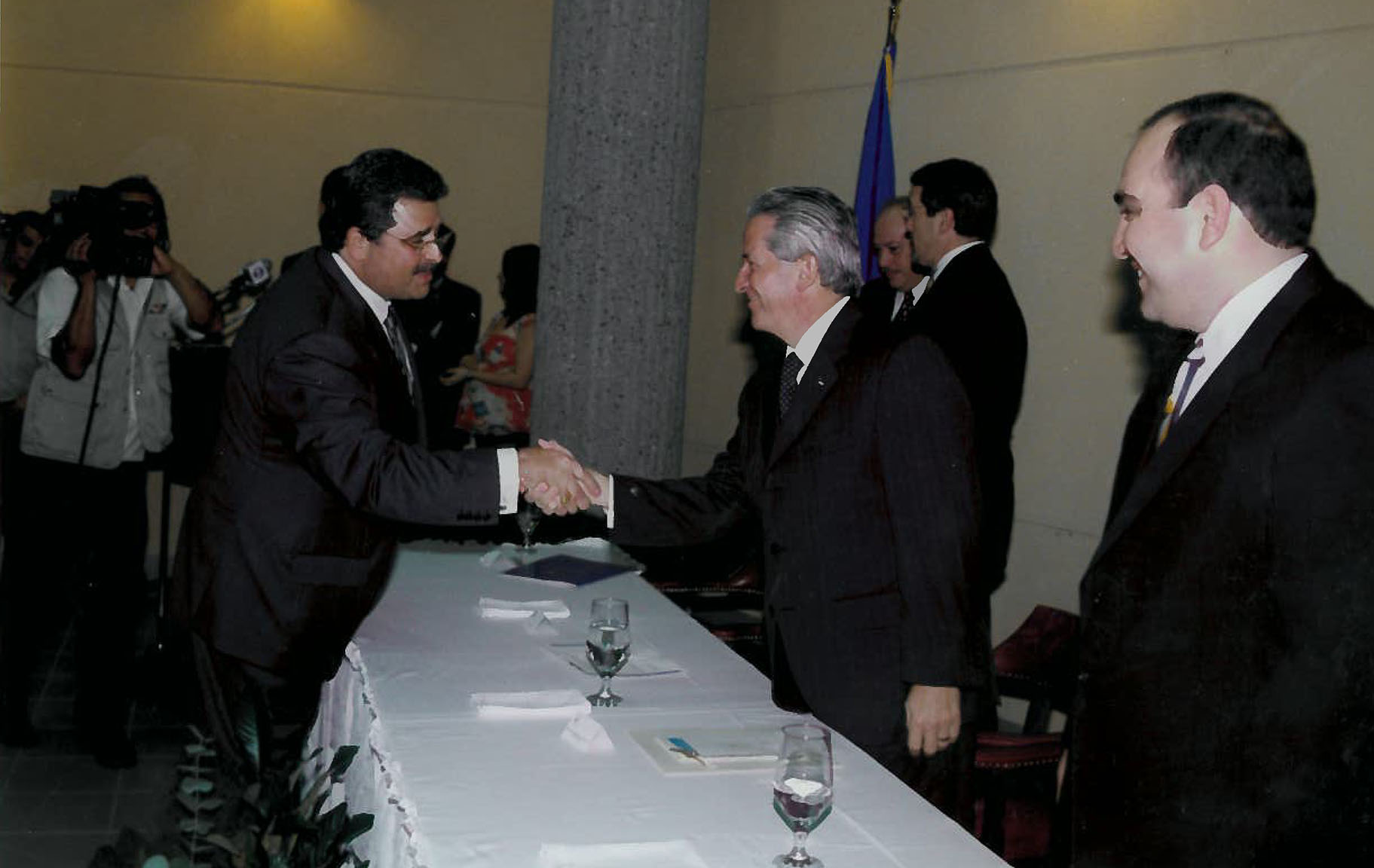
Schucry Kafie receiving the Sanchez-a-Sanchez-Smith-II Award.

Schucry Kafie (escrito Schucrie en algunas fuentes; Tegucigalpa, 11 de noviembre de 1947)

## Primeros años de vida, educación, profesión
Recibió un Bachillerato en Ciencias y Letras del Instituto San Francisco en 1965 y luego se trasladó a Washington, D. C. (Estados Unidos) para asistir a la Georgetown University. Graduado de Georgetown con una licenciatura en administración de empresas y finanzas en 1971. Kafie trabajó para el negocio de sus padres hasta 1974, cuando él estableció nueva marca Representaciones S. R. L., que «representa a empresas nacionales e internacionales» hacer negocios en Honduras. en 1984 Kafie fue nombrado "Honorario cónsul del Reino Hachemita de Jordania" en Honduras.

## Lacthosa y Lufussa
En 1988, Kafie fundó Lacthosa, inicialmente como una empresa de láctea, y en 1994, él y sus hermanos fundan Lufussa. En 2004, la Federación de cámaras de comercio de Centroamérica (FEMAMCO) concedido Kafie la Orden FEMAMCO para promover y fortalecer la integración centroamericana, como operador de Lacthosa. a través de estas empresas, la riqueza y la influencia de la familia Kafie aumentada sustancialmente, al punto que un estudio realizado en 2006 por la Friedrich Ebert Foundation había llamado Kafie uno de "los hombres más poderosos en Honduras", citando el papel de Kafie respecto a Lufussa..Kafie también se ha observado por un número de estudios para ser influyente en una variedad de otras categorías de productos, incluyendo particularmente los productos de jugos de fruta y productos lácteos vendidos por Lacthosa.

## Filantropía
En 2006, Kafie, junto con sus hermanos Luis y Eduardo, estableció la Fundación Chito y Nena Kafie (Chito y Nena Kafie Fundación), una fundación benéfica familiar, llamado así por sus padres (con sus nombres familiares). la caridad se ha involucrado en una variedad de proyectos dirigidos a mejorar la vida de los hondureños. En junio de 2017, por ejemplo la Fundación entrada en una colaboración con el San Felipe General Hospital llamado "La Cajita de Nena" para donar cajas postparto proveer suministros para madres que dan a luz allí.

## Vida personal
Se casó con Marlene Nasser, con quien tiene cuatro hijas: Stephanie, Elena, Vivian y Marianne, quienes trabajan para Lacthosa.